# Rhopalopsole xui
Rhopalopsole xui is een steenvlieg uit de familie naaldsteenvliegen (Leuctridae). De wetenschappelijke naam van de soort is voor het eerst geldig gepubliceerd in 2004 door Yang, Li & Zhu.